# Heinrich Ferdinand zu Ysenburg und Büdingen in Philippseich

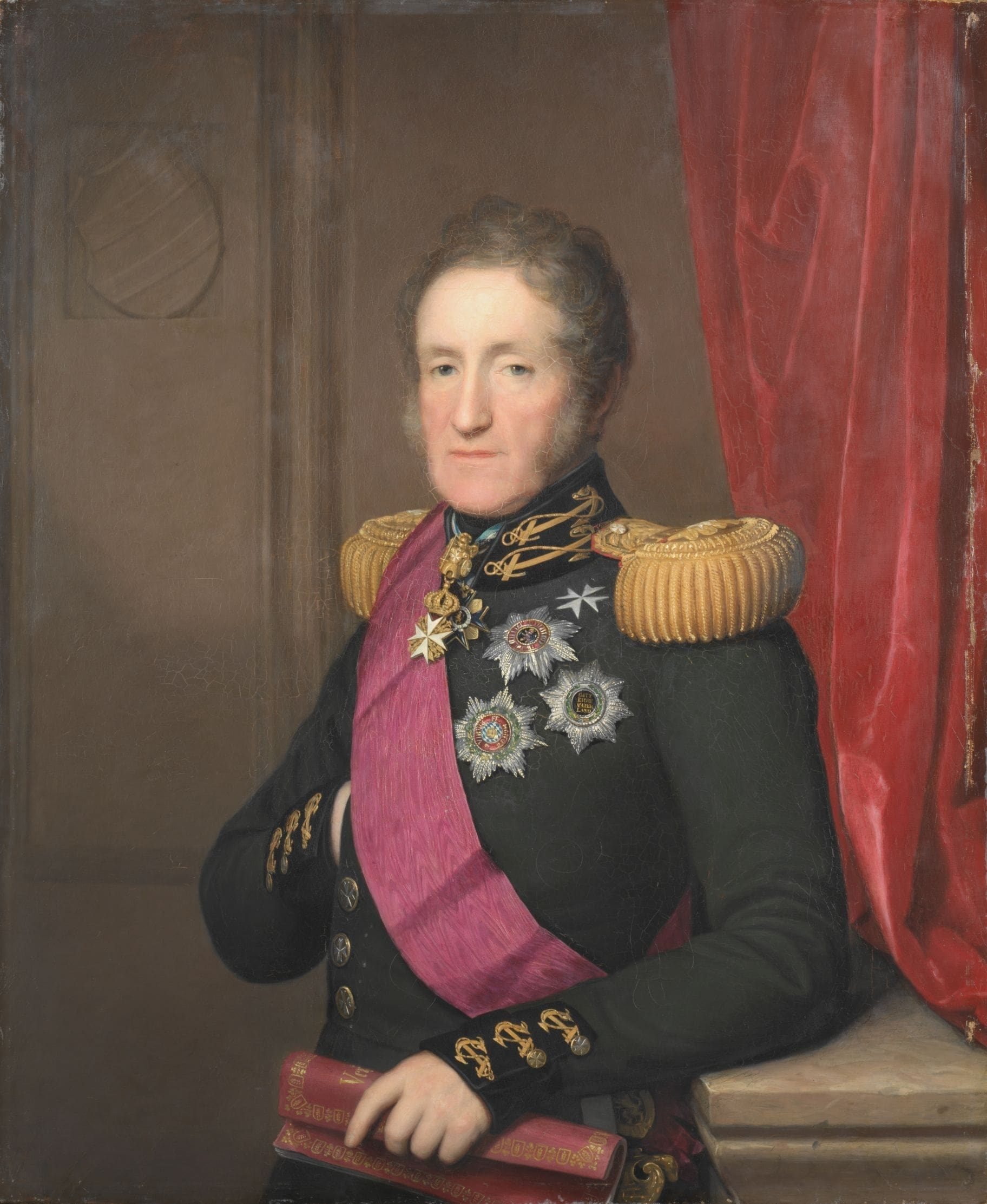
Heinrich Ferdinand zu Ysenburg-Büdingen (1832)
Porträt von August von der Embde

Der Graf Heinrich Ferdinand zu Ysenburg und Büdingen in Philippseich (* 15. Oktober 1770 in Schloss Philippseich; † 27. Dezember 1838 in Wächtersbach) war Offizier und Abgeordneter sowohl in der Kurhessischen Ständeversammlung als auch in den Landständen des Großherzogtums Hessen.

## Familie
Sein Vater war Graf Christian Karl zu Ysenburg und Büdingen in Philippseich (1732–1779), die Mutter Prinzessin Constantina Sophie von Sayn-Wittgenstein-Berleburg (1733–1776).
Verheiratet war Heinrich Ferdinand mit Gräfin Amalie Isabelle Sidonie zu Bentheim-Tecklenburg-Rheda (* 6. Dezember 1768 in Rheda; † 6. Dezember 1822 in Schloss Philippseich). Aus dieser Ehe gingen hervor:
- Georg Kasimir Friedrich Ludwig zu Ysenburg und Büdingen in Philippseich (1794–1875), Generalleutnant, Abgeordneter
- Karl Ludwig Heinrich Ernst zu Ysenburg und Büdingen in Philippseich (1796–1863)
- Luise Charlotte Philippine Ferdinande zu Ysenburg und Büdingen (1798–1877), heiratete 1823 Adolf zu Ysenburg und Büdingen in Wächtersbach (1795–1859), Standesherr
- Vollrath Friedrich zu Ysenburg und Büdingen in Philippseich (1800–1864)
- Luise Emilie zu Ysenburg und Büdingen in Philippseich (1805–1868), Stiftsdame in Fulda
- Wilhelm Heinrich Ferdinand zu Ysenburg und Büdingen in Philippseich (1806–1866), großherzoglich hessischer Generalmajor und Obersthofmarschall

## Wirken
Heinrich Ferdinand besuchte 1779 die Militärakademie in Stuttgart. Anschließend begann er eine Militärkarriere, zunächst in der Kaiserlichen Armee als Leutnant, später in einem kurpfälzischen Grenadier-Regiment in Mannheim. 1791 verließ er den aktiven Militärdienst. Später hatte er den Titel eines Königlich Bayerischen Generallieutenant à la suite.

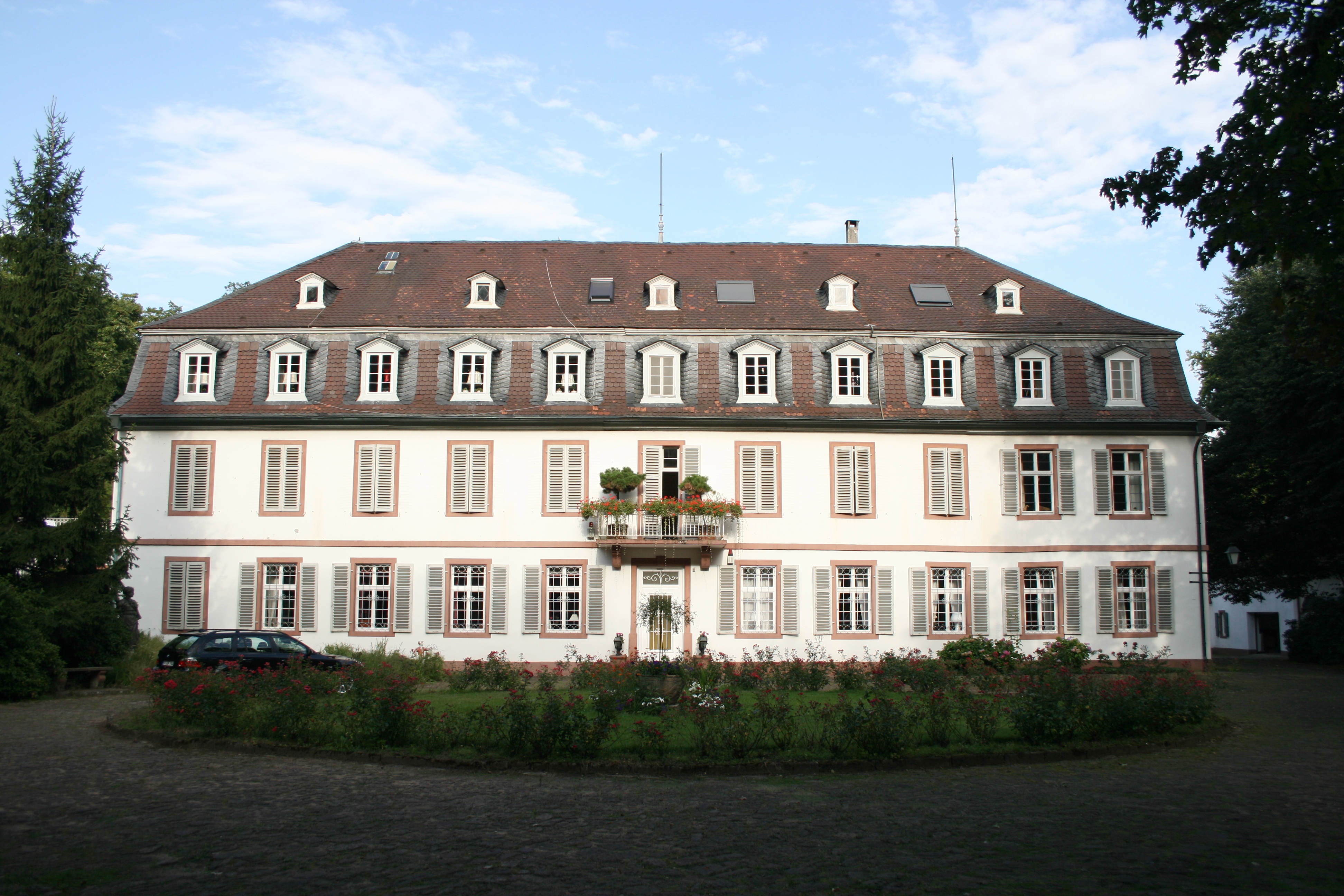
Schloss Philippseich

Zwischen 1794 und 1800 entstand unter seiner Leitung der Neubau des Schlosses Philippseich.
1830 war er Mitglied der konstituierenden Kurhessischen Ständeversammlung, die die Kurhessische Verfassung von 1831 verabschiedete. Anschließend war er Mitglied der ersten kurhessischen Ständeversammlung, die aufgrund dieser Verfassung zusammentrat. In beiden Fällen nahm er als Vertreter der Standesherren teil.
Ab 1832 war er auf Lebenszeit berufenes Mitglied der Ersten Kammer der Landstände des Großherzogtums Hessen.
Nach seinem Tod in Wächtersbach wurde er in Dreieich-Götzenhain (Philippseich) bestattet.